# Nudamphiura
Nudamphiura is een geslacht van slangsterren uit de familie Amphiuridae.

## Soorten
- Nudamphiura carvalhoi Tommasi, 1965